# 禰津常安
根津 政直（ねづ まさなお）は、戦国時代から安土桃山時代にかけての武将。信濃国滋野三氏の一つである国衆・根津氏（禰津氏）の当主。また、江戸幕府をはじめ、現代まで伝わる日本最大の鷹匠流派「根津・諏訪流鷹術」中興の祖。
実母貞繁尼は真田信之の乳母、妻は武田信虎の娘。また、妹に武田信玄側室となった禰津御寮人がいる。次男が根津甚八という伝説もある。
実名は『信州滋野氏三系図』『断家譜』『加沢記』では「信直」、米山一政旧蔵『系図写』常安寺所蔵『禰津氏略系』では「政直」とするがいずれも確認されない。天文某年9月『恵雲院文書』に登場する「禰津宮内太輔政秀」は常安と同一人物であるとも考えられている。天文20年（1551年）2月12日、武田晴信の出家に際し、一族である真田幸綱（幸隆）と同時に出家。出家号は「松鴎軒常安（しょうおうけんじょうあん）」。

## 生涯
根津政直は天文10年（1541年）の海野平の戦いで村上義清と戦って敗北し、同族の真田幸綱らと共に上野国吾妻郡に逃亡した。
父根津元直は降伏。諏訪氏猶子として本領安堵されている。
逃亡から4年後の天文14年（1545年）に、甲斐武田氏の新たな当主となった武田晴信（信玄）に臣従し、原隼人正(原昌胤)の配下の信濃先方衆となった。
その後は武田氏に従い諏訪攻め、西上野侵攻など主要な戦いに参戦し、武田氏の勢力拡大を支えた。政直の父、根津元直は妹を武田晴信の側室に送り込み、また、政直自身も武田信虎の娘を正室として迎え、武田氏との関係を深めた。政直の妹禰津御寮人は、後に武田信清の生母となっている。ただし、黒田基樹は禰津御寮人の死後に政直の娘を娶り、彼女が信清の生母となったとする説を取る。
永禄10年（1567年）には上野の箕輪城の在番を務め、信玄から本貫地とは別に恩賞として1000貫の所領を与えられている。
また、8月には武田家臣団が信玄に対する忠誠を誓った生島足島神社に奉納した起請文を提出しており、根津氏では出家名「松鴎軒常安」で単独起請文を提出し、他に根津被官として小田中氏、桜井氏、別府氏、岡氏ら被官の連名起請文が存在している。
『甲陽軍鑑』によれば武田氏の当主で常庵の舅にあたる武田信虎は天正2年（1574年）3月5日に高遠において死去している。信虎は高遠において勝頼と対面しているが、甲斐入国を許されず同地で死去したという。「古浅本武田系図」「群書系図部集」によれば信虎が死去したのは常安の屋敷であったとされる。
翌天正3年（1575年）に嫡子・月直が長篠の戦いで討死を遂げた。そのため、信濃の本領を弟・信忠の子・昌綱に譲って隠居した。
天正10年（1582年）の織田信長による甲州征伐の際は信濃北部の飯山城に城代として居り、上杉景勝への援軍要請に当たったため、難を逃れている。
武田氏滅亡後の天正11年（1583年）、政直は徳川家康に臣従した。また、徳川家臣になると禰津から根津に姓を変えている。その後は駿河国厚原、甲斐国黒沢等に計350貫の所領を得るが、家康の関東移封後、上野国豊岡に5000石の所領を得る。本家の家督は弟・信忠の子・昌綱が継ぎ、上野豊岡は隠居後に生まれた子・信政が継ぎ、のちに上野豊岡藩を立藩した。

## 根津・諏訪流鷹匠として
鷹術は日本書紀によると4世紀に渡来人により広められ、根津氏は代々、諏訪氏の猶子として神氏（諏訪神党）を名乗り、第二代当主である根津神平貞直が根津・諏訪流を開いた。宮内庁書綾部蔵「才覚之巻」では「根津・諏訪流」から様々な鷹術が誕生した系譜や、「みさご腹の鷹」の伝承由来を伝えている。
根津松鴎軒常安は、多数の弟子を育成しその鷹術を後世に広めた。

### 主な弟子
柳庵雑筆二巻より
- 屋代越中守
- 吉田多右衛門家元（皇室に伝承する吉田流の祖）
- 熱田鷹飼伊藤清六
- 小笠原某（小笠原流鷹術祖か？）
- 羽根田某
- 横澤某
- 荒井豊前守
- 平野道伯

それぞれが松鴎軒の高弟として流派を立てたという。
根津松鴎軒常安は徳川家康に従うと、それ以降は江戸幕府職制としての鷹術は、代々根津氏を筆頭に根津・諏訪流鷹匠が務める事になった。